# Experimento de la cárcel de Stanford
El experimento de la cárcel de Stanford es un conocido estudio psicológico acerca de la influencia de un ambiente extremo, la vida en prisión, en las conductas desarrolladas por el hombre según los papeles sociales que representaban (cautivo, guardia). Fue llevado a cabo en 1971 por un equipo de investigadores liderado por Philip Zimbardo de la Universidad de Stanford. Se reclutaron voluntarios que desempeñarían los papeles de guardias y presos en una prisión ficticia. Sin embargo, el experimento se les fue pronto de las manos y se canceló en la primera semana.
Las preocupaciones éticas que envuelven a los experimentos famosos a menudo establecen comparaciones con el experimento de Milgram, que fue llevado a cabo en 1963 en la Universidad de Yale por Stanley Milgram, un antiguo amigo de Zimbardo.

## Metas y métodos del experimento
El estudio fue subvencionado por la Armada de los Estados Unidos, que buscaba una explicación a los conflictos en su sistema de prisiones y en el del Cuerpo de Marines de los Estados Unidos. Zimbardo y su equipo intentaron probar la hipótesis de que los guardias de prisiones y los convictos se autoseleccionaban, a partir de una cierta disposición que explicaría los abusos cometidos frecuentemente en las cárceles.
Los participantes fueron reclutados por medio de anuncios en los diarios y la oferta de una paga de 15 dólares diarios (equivalente a 109,37 dólares diarios en 2022) por participar en la «simulación de una prisión». De los setenta candidatos que respondieron al anuncio, Zimbardo y su equipo seleccionaron a los veinticuatro que estimaron más saludables y estables psicológicamente, según la evaluación psicológica realizada a los candidatos previamente. Los participantes eran predominantemente blancos, jóvenes y de clase media. Todos eran estudiantes universitarios.
El grupo de veinticuatro jóvenes fue dividido aleatoriamente en dos mitades, los «prisioneros» y los «guardias». Más tarde, los prisioneros dirían que los guardias habían sido elegidos por tener la complexión física más robusta, aunque en realidad se les asignó el papel mediante el lanzamiento de una moneda y no había diferencias objetivas de estatura o complexión entre los dos grupos.
La cárcel ficticia se instaló en el sótano del departamento de psicología de la Universidad de Stanford, que fue acondicionado para parecer una cárcel real. Un investigador asistente sería el «alcaide» y Zimbardo el «superintendente».
Zimbardo estableció varias condiciones específicas que esperaba que provocaran la desorientación, la despersonalización y la desindividualización.
Los «guardias» recibieron porras y uniformes caqui de inspiración militar, que habían escogido ellos mismos en un almacén militar. También se les proporcionaron gafas de espejo para impedir el contacto visual (Zimbardo dijo que tomó la idea de la película La leyenda del indomable). A diferencia de los prisioneros, los guardias trabajarían en turnos y volverían a casa durante las horas libres, aunque durante el experimento muchos se prestaron voluntarios para hacer horas extra sin paga adicional.
Los «prisioneros» debían vestir solo batas de muselina (sin calzoncillos) y sandalias con tacones de goma, que Zimbardo escogió para forzarlos a adoptar «posturas corporales no familiares» y contribuir a su incomodidad para provocar la desorientación. Se los designaría por números en lugar de por sus nombres. Estos números estaban cosidos a sus uniformes. Además, debían llevar medias de nailon en la cabeza para simular que tenían las cabezas rapadas, a semejanza de los reclutas en entrenamiento. Además, llevarían una pequeña cadena alrededor de sus tobillos como «recordatorio constante» de su encarcelamiento y opresión.
La víspera del experimento, los guardias asistieron a una breve reunión de orientación, pero no se les proporcionaron otras reglas explícitas aparte de la prohibición de ejercer la violencia física. Se les dijo que era su responsabilidad dirigir la prisión, lo que podían hacer de la forma que creyesen más conveniente.
Zimbardo transmitió las siguientes instrucciones a los «guardias»:

Podéis producir en los prisioneros que sientan aburrimiento, miedo hasta cierto punto, podéis crear una noción de arbitrariedad y de que su vida está totalmente controlada por nosotros, por el sistema, vosotros, yo, y de que no tendrán privacidad... Vamos a despojarlos de su individualidad de varias formas. En general, todo esto conduce a un sentimiento de impotencia. Es decir, en esta situación tendremos todo el poder y ellos no tendrán ninguno.— vídeo The Stanford Prison Study, citado en Haslam & Reicher, 2003.

A los participantes que habían sido seleccionados para desempeñar el papel de prisioneros se les dijo simplemente que esperasen en sus casas a que se los «visitase» el día que empezase el experimento. Sin previo aviso fueron «imputados» por robo a mano armada y arrestados por policías reales del departamento de Palo Alto, que cooperaron en esta parte del experimento.
Los prisioneros pasaron un procedimiento completo de detención por la policía, incluyendo la toma de huellas dactilares, que se les tomara una fotografía para ser fichados y se les leyeran sus derechos Miranda. Tras este proceso fueron trasladados a la prisión ficticia, donde fueron inspeccionados desnudos, «despiojados» y se les dieron sus nuevas identidades.

## Resultados
El experimento se descontroló rápidamente. Los prisioneros sufrieron —y aceptaron— un tratamiento sádico y humillante a manos de los guardias, y al final muchos mostraban graves trastornos emocionales.
Tras un primer día relativamente anodino, el segundo día se desató un motín. Los guardias se prestaron como voluntarios para hacer horas extras y disolver la revuelta, atacando a los prisioneros con extintores sin la supervisión directa del equipo investigador. A partir de ese momento, los guardias trataron de dividir a los prisioneros y enfrentarlos, situándolos en bloques de celdas «buenos» y «malos», para hacerles creer que había «informantes» entre ellos. Esta treta fue muy efectiva, pues no se volvieron a producir rebeliones a gran escala. De acuerdo con los consejeros de Zimbardo, esta táctica había sido empleada con éxito también en prisiones reales estadounidenses.
Los «recuentos» de prisioneros, que habían sido ideados inicialmente para ayudar a los prisioneros a familiarizarse con sus números identificativos, evolucionaron hacia experiencias traumáticas en las que los guardias atormentaban a los prisioneros y les imponían castigos físicos que incluían ejercicios forzados.
Se abandonaron rápidamente la higiene y la hospitalidad. El derecho de ir al lavabo pasó a ser un privilegio que podía, como frecuentemente ocurría, ser denegado. Se obligó a algunos prisioneros a limpiar retretes con sus manos desnudas. Se retiraron los colchones de las celdas de los «malos» y también se forzó a los prisioneros a dormir desnudos en el suelo de hormigón. La comida también era negada frecuentemente como medida de castigo. Además, se los obligó a ir desnudos como humillación.
El propio Zimbardo ha citado su propia implicación creciente en el experimento, que guió, y en el que participó activamente. En el cuarto día, él y los guardias reaccionaron ante el rumor de un plan de huida intentando trasladar el experimento a un bloque de celdas reales en el departamento local de policía porque era más «seguro». La policía rechazó su petición, alegando preocupaciones por el seguro, y Zimbardo recuerda haberse enfadado y disgustado por la falta de cooperación de la policía.
A medida que el experimento evolucionó, muchos de los guardias incrementaron su sadismo, particularmente por la noche, cuando pensaban que las cámaras estaban apagadas. Los investigadores vieron a aproximadamente un tercio de los guardias mostrando tendencias sádicas «genuinas». Muchos de los guardias se enfadaron cuando el experimento fue cancelado.
Un argumento que empleó Zimbardo para apoyar su tesis de que los participantes habían internalizado sus papeles fue que, cuando se les ofreció la «libertad condicional» a cambio de toda su paga, la mayoría de los prisioneros aceptó el trato. Pero cuando su libertad condicional fue «rechazada», ninguno abandonó el experimento. Zimbardo afirma que no tenían ninguna razón para seguir participando si eran capaces de rechazar su compensación material para abandonar la prisión.
Los prisioneros empezaron a mostrar desórdenes emocionales agudos. Un prisionero desarrolló un sarpullido psicosomático en todo su cuerpo al enterarse de que su «libertad condicional» había sido rechazada (Zimbardo la rechazó porque pensaba que se trataba de un ardid para que lo sacaran de la prisión). Los llantos y el pensamiento desorganizado se volvieron comunes entre los prisioneros. Dos de ellos sufrieron traumas tan severos que se los retiró del experimento y fueron reemplazados.
Uno de los prisioneros de reemplazo, el prisionero número 416, quedó horrorizado por el tratamiento de los guardias y emprendió una huelga de hambre. Se lo recluyó en confinamiento solitario en un pequeño compartimento durante tres horas, en las que lo obligaron a sostener las salchichas que había rechazado comer. El resto de los prisioneros lo vieron como un alborotador que buscaba causar problemas. Para explotar este aspecto, los guardias les ofrecieron dos opciones: podían o bien entregar sus mantas o dejar al prisionero número 416 en confinamiento solitario durante toda la noche. Los prisioneros escogieron conservar sus mantas. Posteriormente, Zimbardo intervino para hacer que 416 volviera a su celda.
Zimbardo decidió terminar el experimento prematuramente cuando Christina Maslach, una estudiante de posgrado no familiarizada con el experimento, objetó que la «prisión» mostraba unas pésimas condiciones y se sobrepasaba de lo moralmente correcto, tras ser introducida para realizar entrevistas. Zimbardo se percató de que, de las más de cincuenta personas externas al experimento que habían visto la prisión, ella fue la única que cuestionó su moralidad. Tras apenas seis días, ocho antes de lo previsto, el experimento fue cancelado.

## Conclusiones
Se ha dicho que el resultado del experimento demuestra la impresionabilidad y la obediencia de la gente cuando se le proporciona una ideología legitimadora y el apoyo institucional. También ha sido empleado para ilustrar la teoría de la disonancia cognitiva y el poder de la autoridad.
En psicología se suele decir que el resultado del experimento apoya las teorías de la atribución situacional de la conducta en detrimento de la atribución disposicional. En otras palabras, se supone que fue la situación la que provocó la conducta de los participantes y no sus personalidades individuales. De esta forma sería compatible con los resultados del también famoso experimento de Milgram, en el que gente ordinaria cumple órdenes de administrar lo que parecen shocks eléctricos a un compañero del experimentador.
Casualmente, poco después de la finalización del estudio, se produjeron motines sangrientos en las prisiones de San Quintín y Attica, y Zimbardo comunicó sus descubrimientos al Comité judicial de los Estados Unidos.

## Críticas al experimento
El experimento fue ampliamente criticado por su falta de ética y considerado en los límites del método científico. Los críticos incluyen a Erich Fromm, que cuestionó si se podrían generalizar los resultados del experimento.
Como fue un trabajo de campo, fue imposible llevar a cabo los controles científicos tradicionales. Zimbardo no fue un mero observador neutral, sino que controló la dirección del experimento como «superintendente» de la prisión. Las conclusiones y las observaciones de los investigadores fueron muy subjetivas y basadas en anécdotas, y el experimento es muy difícil de reproducir por otros investigadores.
Algunos de los críticos al experimento argumentan que los participantes basaban su conducta en cómo se esperaba que se comportasen o que la modelaron de acuerdo con estereotipos que ya tenían sobre prisioneros y guardias. En otras palabras, los participantes realizaban un mero juego de rol. Como respuesta, Zimbardo declaró que, incluso aunque inicialmente pudiera haber sido un juego de rol, los participantes internalizaron sus papeles a medida que el experimento continuó.
El experimento fue criticado también respecto a su validez ecológica. Muchas de las condiciones impuestas al experimento fueron arbitrarias y pueden no estar correlacionadas con las condiciones reales de las prisiones, incluyendo la llegada de los «prisioneros» con los ojos vendados, hacerles vestir solamente batas, no permitirles vestir ropa interior, impedirles mirar a través de ventanas y prohibirles usar sus nombres reales. Zimbardo se defendió de estas críticas declarando que la prisión es una experiencia confusa y deshumanizante, y que era necesario impulsar estos procedimientos para darles a los «prisioneros» las condiciones mentales adecuadas; pero es difícil saber cuán similares son estos efectos a los de una verdadera prisión, y las condiciones del experimento son difíciles de reproducir exactamente para que otros investigadores puedan llegar a conclusiones a este respecto.
Algunos dicen que el estudio fue demasiado determinista. Los informes describen diferencias significativas en la crueldad de los guardias, el peor de los cuales fue llamado «John Wayne» por los prisioneros, pero otros fueron más amables y a menudo concedieron favores a los prisioneros. Zimbardo no realizó ningún intento de explicar estas diferencias.
Por último, la muestra fue muy pequeña, de solo veinticuatro participantes en un periodo de tiempo relativamente pequeño. Y dado que los veinticuatro interactuaban en un mismo grupo, tal vez fuera más correcto considerar el tamaño de la muestra como 1.
Haslam y Reicher (2003), psicólogos de la Universidad de Exeter y la Universidad de St. Andrews, llevaron a cabo una repetición parcial del experimento con la asistencia de la BBC, que televisó escenas del estudio en un reality show llamado «El experimento». Los resultados y conclusiones fueron muy diferentes a los de Zimbardo. Aunque su procedimiento no fue una réplica directa del de Zimbardo, su estudio arroja nuevas dudas sobre la generalidad de sus conclusiones.

## Cultura popular
- Una novela de 1999 del autor alemán Mario Giordano titulada Black Box se inspiró en el experimento de Stanford.
- En 2001 la BBC realizó un documental, The Experiment, que recreaba el experimento con voluntarios. Se detuvo por preocupaciones acerca del bienestar de los participantes.[3]
- Das Experiment (El experimento) es una película alemana del director Oliver Hirschbiegel rodada en 2001, basada en la novela de Mario Giordano, que a su vez se inspira en este experimento.
- The Black Box es una obra teatral adaptada de Das Experiment, dirigida por Anthony S. Beukas. En ella actuaron miembros de la Yeshiva College Dramatics Society de la Universidad de Yeshiva, en diciembre de 2005.
- El 27 de octubre de 2006, la productora de Madonna detuvo la producción de una película sobre el experimento.[4]
- El episodio "My Big Fat Greek Rush Week", de la serie de televisión Veronica Mars, hace una alusión al experimento cuando varios de sus personajes principales participan en una recreación del mismo. En particular, hay dos personajes que actúan de forma similar a como lo hicieran el «Prisionero número 416» y «John Wayne».
- El episodio "Not for Nothing", de la serie Life, gira en torno a una reproducción del experimento de la cárcel de Stanford.
- La película estadounidense de 2010 titulada The Experiment, protagonizada por Adrien Brody, es un remake de Das Experiment.
- El caso investigado en el tercer episodio de la octava temporada de la serie Castle transcurre en una universidad que está recreando el mismo experimento, cuando uno de los reclusos aparece asesinado en el exterior del complejo.
- El manga Prison School hace alusión a este experimento en el que estudiantes femeninas se convierten en guardias temporales de tres prisioneros.
- La película estadounidense de 2015 The Stanford Prison Experiment, dirigida por Kyle Patrick Alvarez y escrita por Tim Talbott, está basada directamente en el experimento.[5]